# Fatih
Fatih (pronunție în turcă [ˈfaːtih]), din punct de vedere istoric Constantinopol, este districtul capitală și un municipiu (belediye) din Istanbul, Turcia, în care se află toate autoritățile provinciale, inclusiv biroul guvernatorului, sediul poliției, municipalitatea metropolitană și biroul fiscal, dar nu și tribunalul. Districtul este format din peninsula în care se afla vechiul Constantinopol. În 2009, districtul Eminönü, care a fost un municipiu separat situat la vârful peninsulei, a fost din nou adăugat în Fatih din cauza populației sale reduse. Fatih este mărginit de Cornul de Aur la nord și de Marea Marmara la sud, în timp ce granița de vest este demarcată de zidul teodosian, iar la est de strâmtoarea Bosfor.

## Istorie

### Epoca bizantină

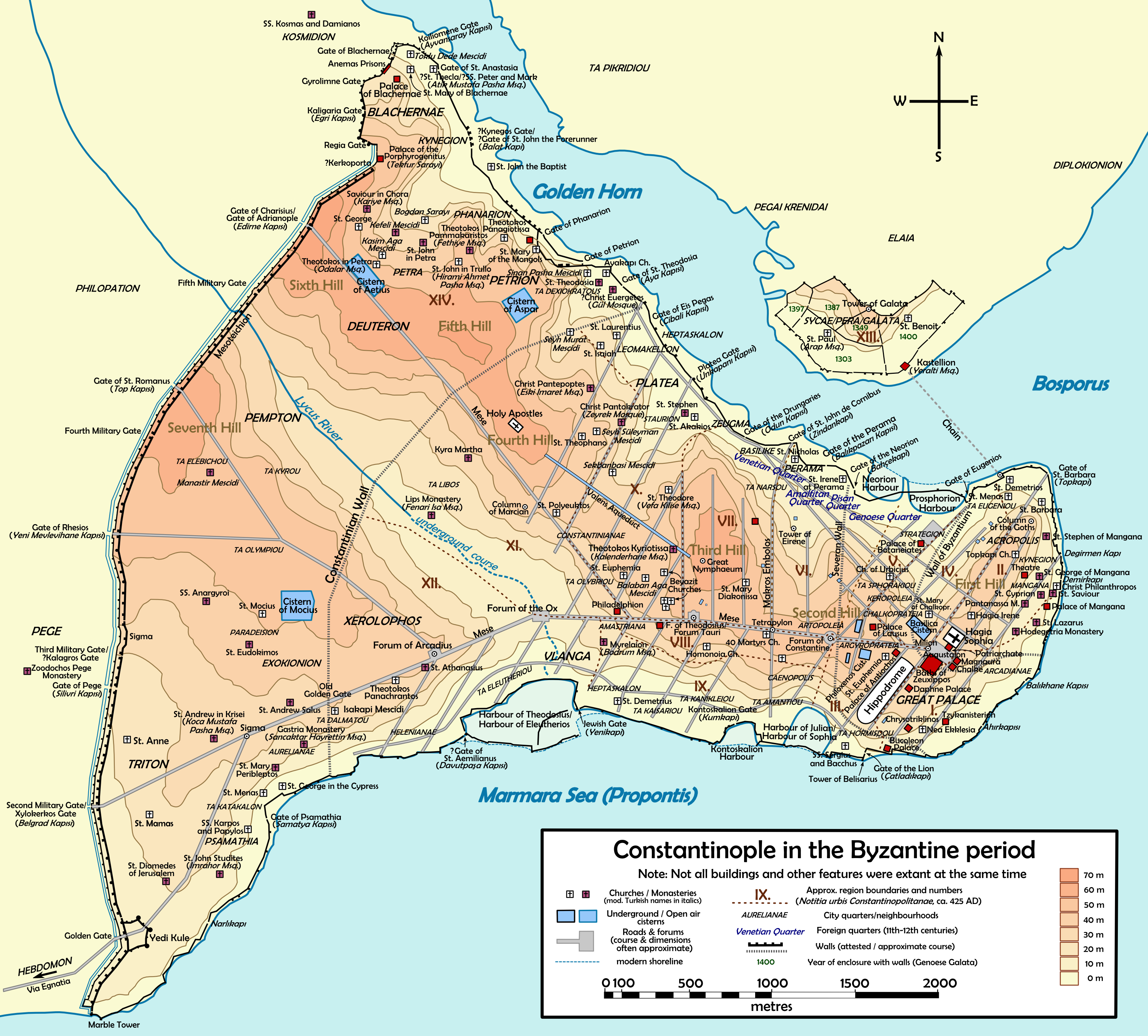
Harta orașului în perioada bizantină

Districte bizantine istorice care sunt cuprinse în municipiul Fatih de astăzi sunt: Exokiónion, Aurelianae, Xerólophos, ta Eleuthérou, Helenianae, ta Dalmatoú, Sigma, Psamátheia, ta Katakalón, Paradeísion, ta Olympíou, ta Kýrou, Peghé, Rhéghion, ta Elebíchou, Leomákellon, TA Dexiokrátous, Petríon sau Pétra, Phanàrion, Exi Mármara (Altımermer), Philopátion, Deúteron și Vlachernaí.

### Perioada otomană

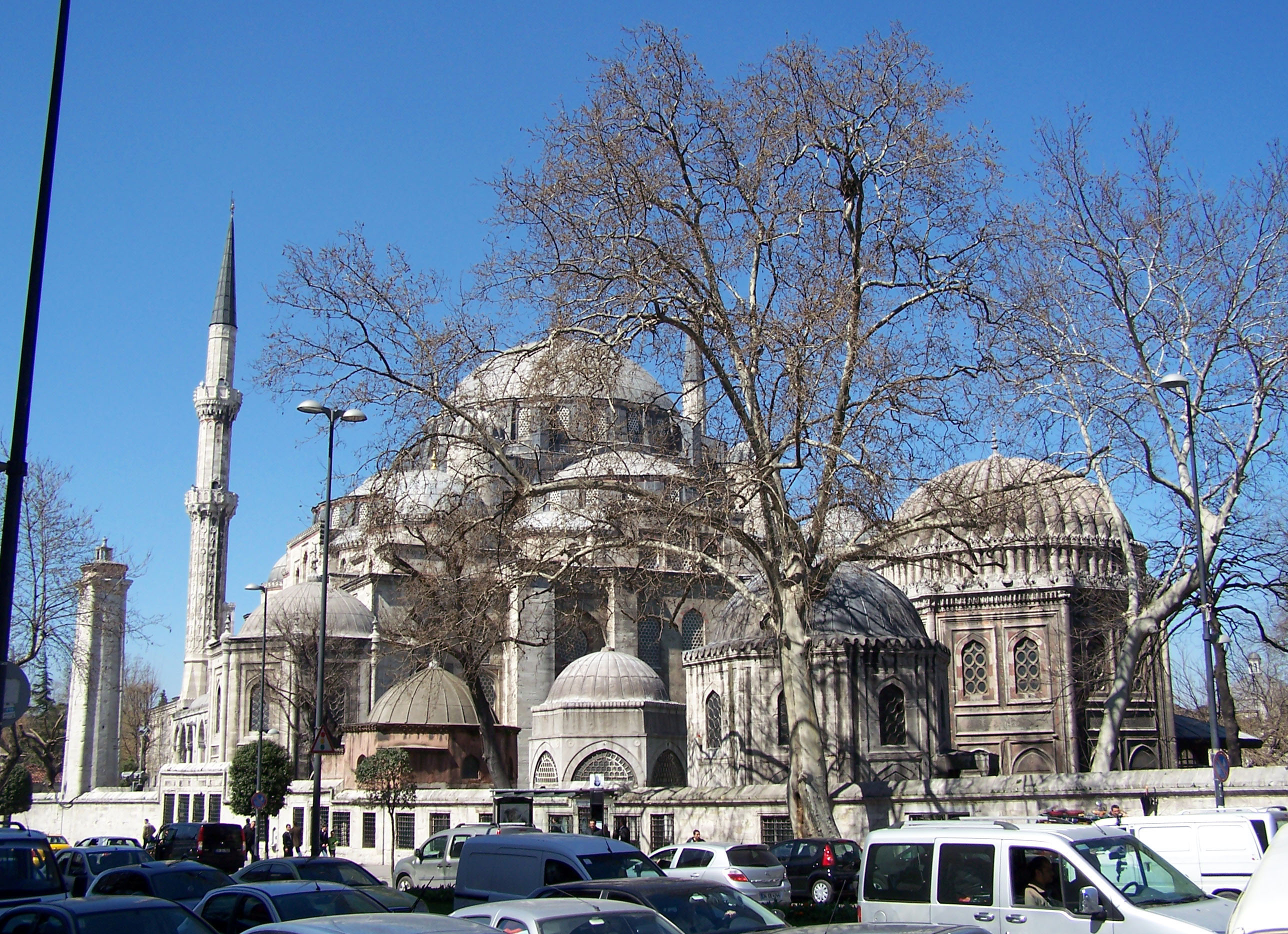
Moscheea Șehzade

Numele „Fatih” vine de la împăratul otoman Fatih Sultan Mehmed (Sultanul Mahomed Cuceritorul). Astfel cuvântul  Fâtih înseamnă „Cuceritor” în turcă, fiind originar din limba arabă. Moscheea Fatih construită de Mehmed al II-lea se află în acest district, în timp ce locul său de odihnă este lângă moschee și este foarte vizitat. A fost construită Moscheea Fatih pe ruinele Bisericii Sfinților Apostoli (unde se afla și Cimitirul Imperial), distrusă de cutremure și ani de război, iar în jurul moscheii se află un mare complex de medrese (școli islamice).
Imediat după cucerire, grupuri de cărturari islamici au transformat bisericile majore din Hagia Sofia și Mănăstirea Pantocrator (astăzi Moscheea Zeyrek) în moschei, dar Moscheea Fatih și complexul său înconjurător au fost primul seminar islamic construit special între zidurile orașului. Construirea complexului de moschee a făcut ca zona să continue să prospere după cucerirea otomană; piețele au crescut pentru a sprijini miile de muncitori implicați în construcție și pentru a le furniza materiale, apoi pentru a deservi studenții din seminar. Zona a devenit rapid un cartier turcesc cu un caracter deosebit de evlavios datorită seminarului. O parte din această evlavie a rezistat până astăzi.
În urma cuceririi, poarta Edirnekapı (adică Poarta Edirne) din zidurile orașului a devenit principala ieșire spre Tracia și aceasta a întinerit cartierele cu vedere spre Cornul de Aur. Moscheea Fatih se afla pe drumul spre Edirnekapı, iar cartierul Fatih a devenit cea mai populată zonă a orașului la începutul perioadei otomane, iar în secolul al XVI-lea au fost construite mai multe moschei și piețe în această zonă, inclusiv: Moscheea Iskender Pașa, cândva faimoasă ca un centru pentru ordinul sunit Naqshbandi din Turcia); Moscheea Hırka-i Șerif, unde se află pelerina profetului Mahomed (Moscheea este de uz comun, dar pelerina este expusă numai în luna Ramadan); Jerrahi Tekke ; Sunbul Efendi Tekke și Ramazan Efendi Tekke ambele în cartierul Kocamustafapașa și Moscheea Vefa Kilise, inițial biserică bizantină. Ultimii patru au fost numiți după fondatorii diferitelor ordine sufiste, iar șeicul Ebü'l Vefa, în special, a avut o importanță majoră în oraș și era foarte pasionat de Fatih. Multe alte moschei, școli, băi și fântâni din zonă au fost construite de lideri militari și oficiali în curtea otomană.

Începând cu secolul al XVIII-lea, Istanbulul a început să crească în afara zidurilor, apoi a început transformarea orașului Fatih într-un cartier rezidențial puternic, dominat de locuințe din beton, dintre care se păstrează și astăzi. Acest proces a fost accelerat de-a lungul anilor de incendii care au distrus cartiere întregi din case din lemn și de un cutremur major în 1766, care a distrus Moscheea Fatih și multe dintre clădirile din jur (reconstruite ulterior). Incendiile au continuat să devasteze orașul vechi, iar drumurile largi care străbat zona astăzi sunt o moștenire de la tot ceea ce a ars. Astăzi au rămas puține clădiri din lemn, deși până în anii 1960, zona a fost acoperită cu străzi înguste cu clădiri din lemn. În zilele noastre, cartierul este alcătuit în mare parte din străzi înguste, cu clădiri de apartamente cu 5 sau 6 etaje.

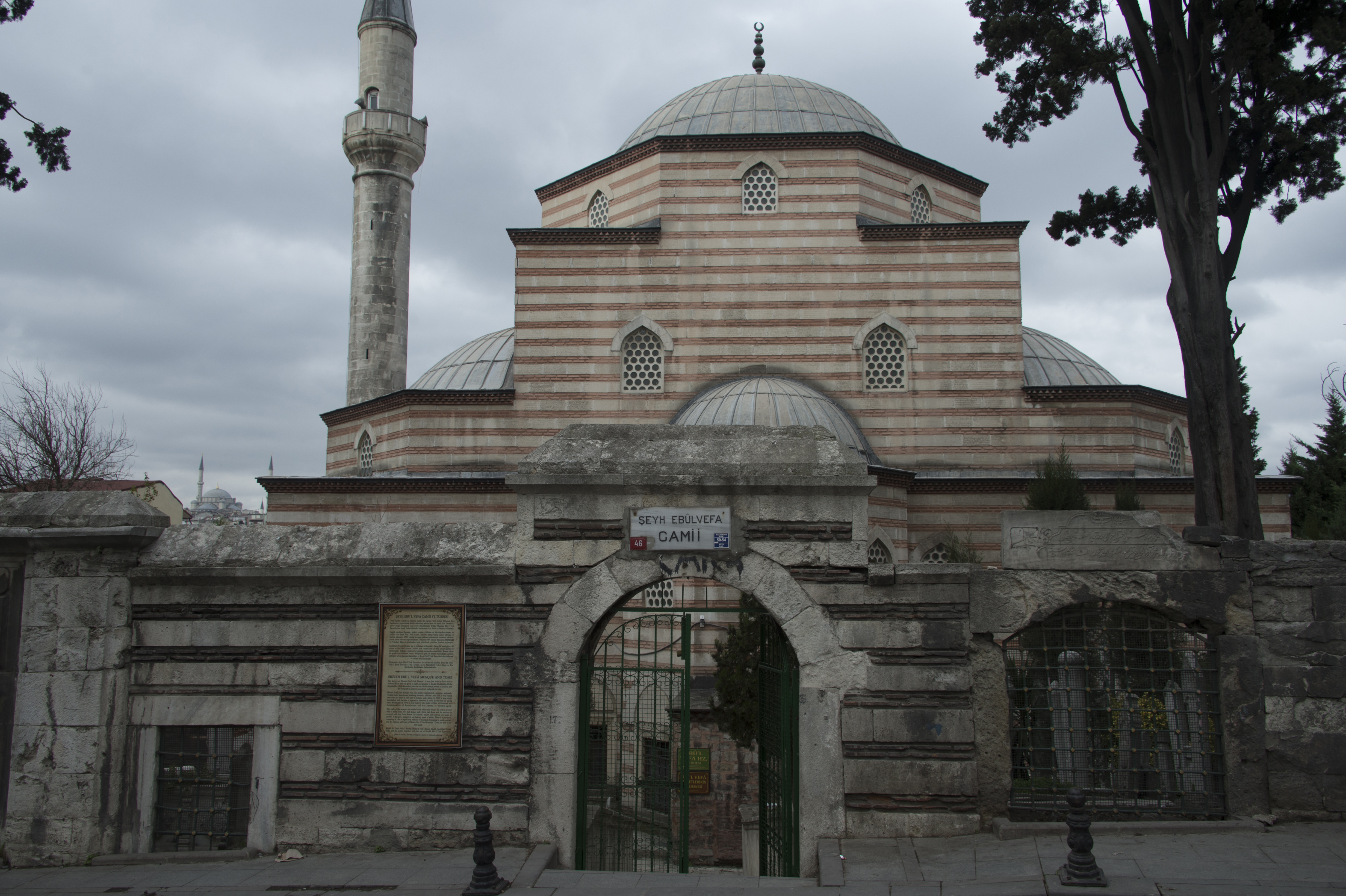
Intrarea din fața moscheii șeicul Ebû'l Vefâ
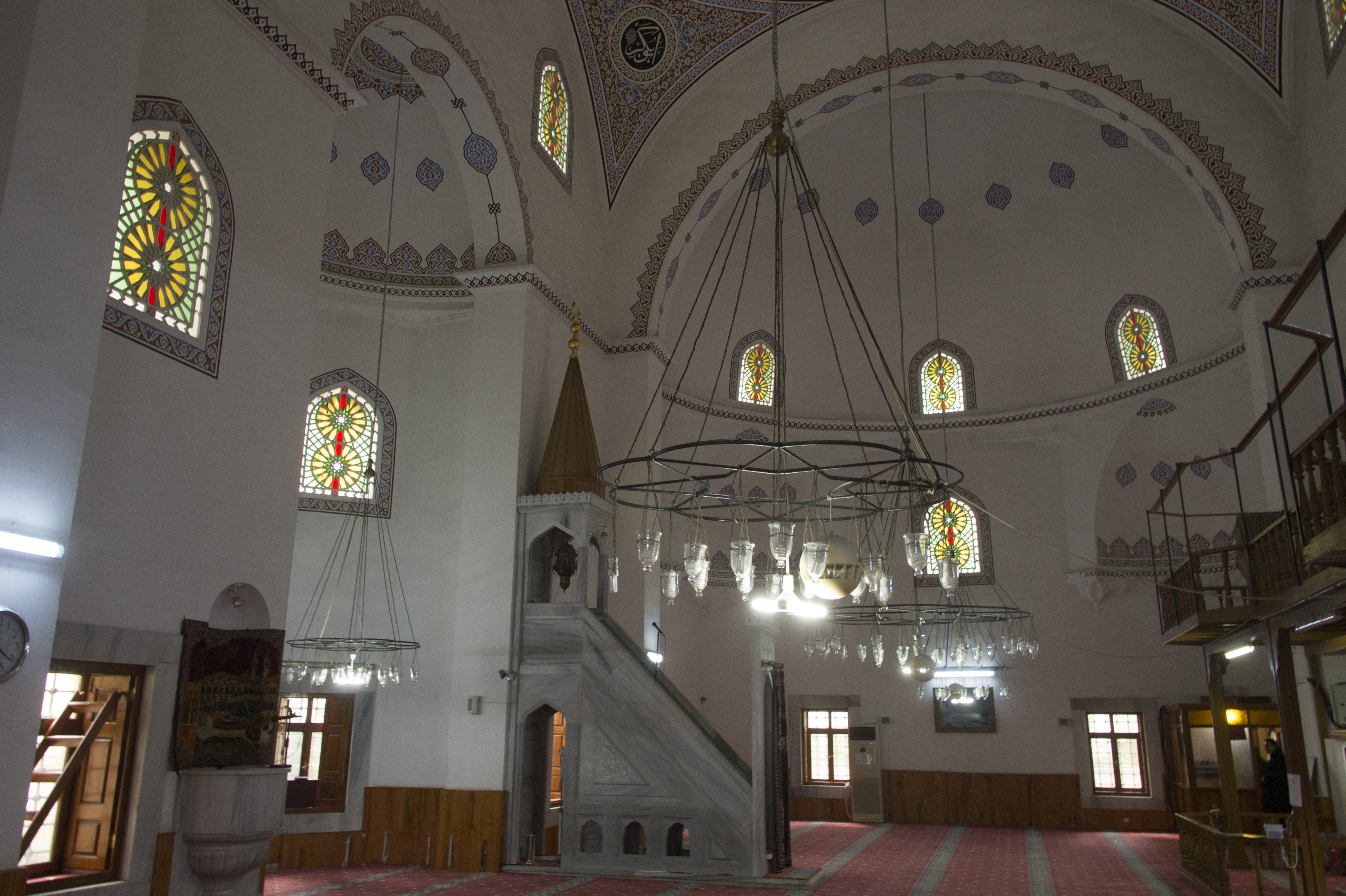
Interiorul moscheii șeicului Ebû'l Vefâ
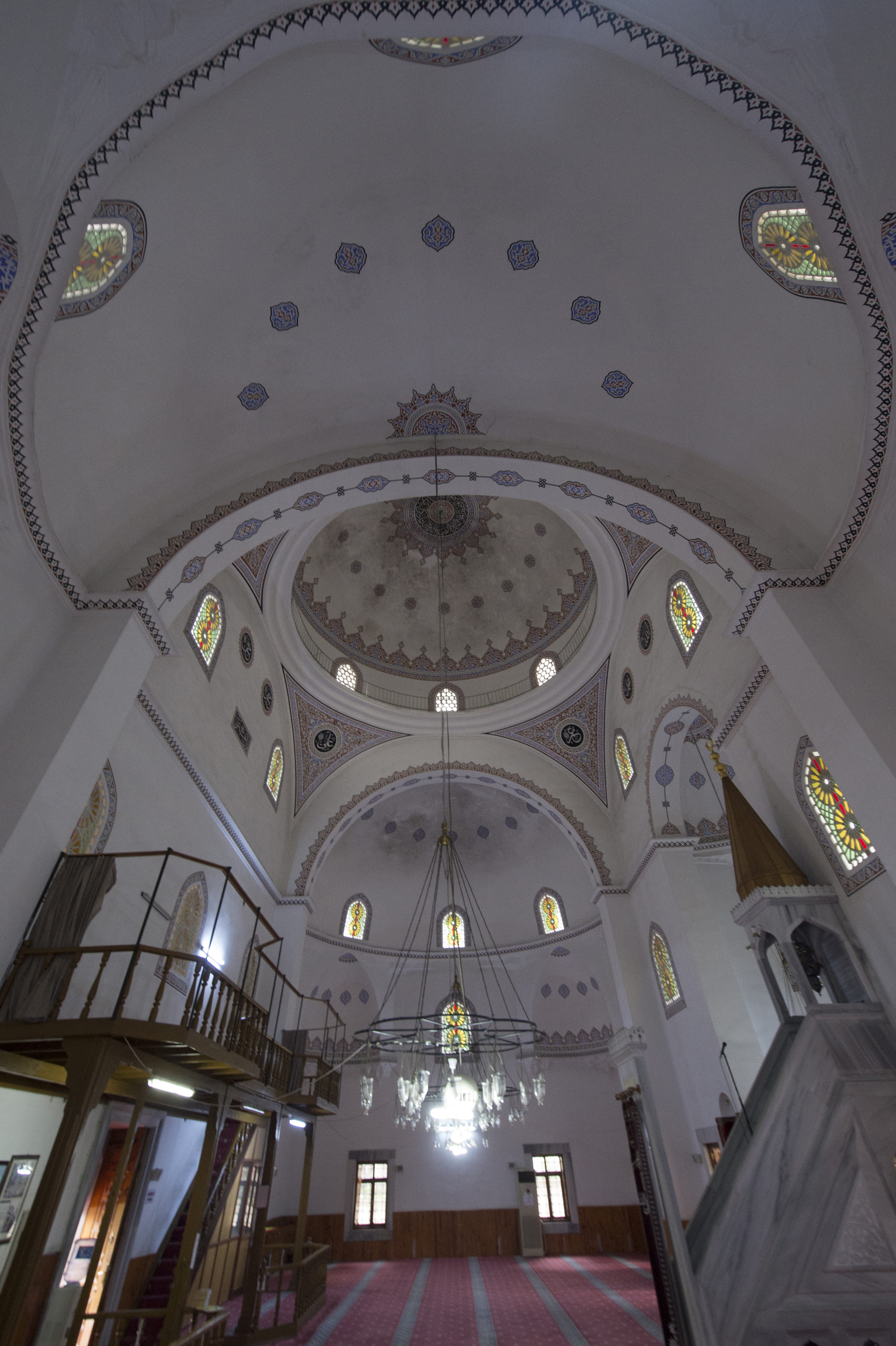
Interiorul moscheii șeicului Ebû'l Vefâ

## Fatih în prezent
În prezent, Fatih conține cartiere precum Aksaray, Fındıkzade, Çapa și Vatan Caddesi, care sunt mult mai cosmopolite decât imaginea conservatoare pe care districtul o are în ochii multor oameni. Cu districtul Eminönü, care a fost oficial o parte a districtului Fatih până în 1928 și cu zidurile sale istorice bizantine, cucerite de Mehmed al II-lea, Fatih este „adevăratul” Istanbul din vremurile vechi, înainte de extinderea recentă a orașului care a început în secolul al XIX-lea.
Zona a devenit din ce în ce mai aglomerată începând cu anii 1960 și o mare parte din locuitorii clasei de mijloc s-au mutat în partea anatoliană și în alte părți ale orașului. Fatih astăzi este în mare parte un district al clasei muncitoare, dar fiind o zonă bogată anterior, are resurse bune, cu o comunitate mai bine stabilită decât zonele nou construite precum Bağcılar sau Esenler spre vest, care sunt aproape în întregime locuite de imigranți de după anii 1980 care au venit în oraș în circumstanțe disperate. Fatih a fost construit cu un anumit grad de planificare centrală de către municipalitate.
Universitatea din Istanbul, care a fost fondată în 1453, se află în Fatih. În plus, din 1586, Patriarhia Creștină Ortodoxă a Constantinopolului își are sediul în Biserica relativ modestă Sf. Gheorghe din cartierul Fanar din Fatih.
Fatih are multe teatre, inclusiv faimosul Reșat Nuri Sahnesi. Zona este bine deservită de o serie de școli, spitale și facilități publice în general. Unele dintre cele mai vechi spitale din Istanbul se află în Fatih, inclusiv spitalele de predare ale Universității din Istanbul din Çapa și Cerrahpașa, spitalul public Haseki, spitalul public Samatya și spitalul public Vakıf Gureba. Un tramvai circulă de la docurile de la Sirkeci, prin Sultanahmet și, în cele din urmă, spre Aksaray, care face parte din Fatih.

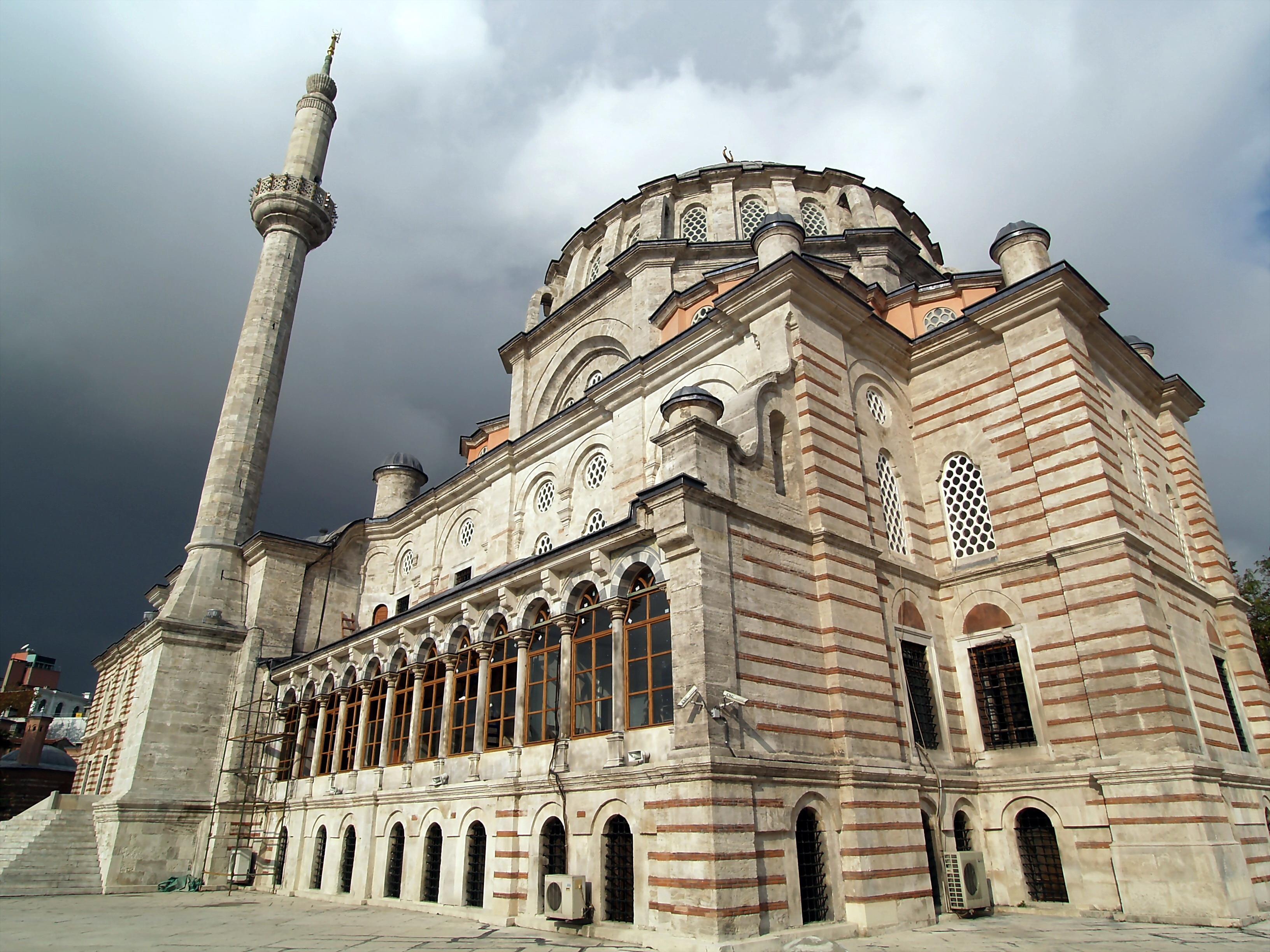
Moscheea Laleli

De asemenea, unele unități principale ale municipiului metropolitan Istanbul, inclusiv departamentul de pompieri al orașului, au sediul în Fatih.
Fatih are numeroase biblioteci istorice și moderne, printre care Edirnekapı Halk Kütüphanesi, Fener Rum Patrikhanesi Kütüphanesi (Biblioteca Patriarhiei), Hekimoğlu Ali Pașa Halk Kütüphanesi, İstanbul University Library, İstanbul University Cerrahpașa Tıp Fakültesi Kütüp Üniversitesi Tıp Fakültesi Hulusi Behçet Kitaplığı, İstanbul Büyükșehir Belediyesi Kadın Eserleri Kütüphanesi, Millet Kütüphanesi, Mizah Kütüphanesi, Murat Molla Halk Kütüphanesi, Hüpüsi Küpüsi, Ragıppașa Kütüphanesi și Yusufpașa Halk Kütüphanesi.
Pe de altă parte, astăzi Fatih este cunoscut ca una dintre cele mai conservatoare și pașnice zone religioase din Istanbul, din cauza locuitorilor religioși din cartierul Çarșamba, care este în esență o parte minoritară a acestui district istoric. Çarșamba este renumit cu bărbații cu haine grele, pantalonii tradiționali „salwar” și turbanul islamic; în timp ce femeile îmbrăcate în rochii negre foarte lungi reprezintă o priveliște obișnuită, deoarece această zonă este populară printre membrii ordinului sufit Naqshbandi care este afiliat unui șeic. Partidele politice conservatoare se descurcă întotdeauna bine în această zonă.
Districtele Küçükçekmece, Bașakșehir, Bağcılar, Gaziosmanpașa, Esenler, Bayrampașa, Zeytinburnu și Fatih găzduiesc refugiați de origine siriană.

## Cartiere

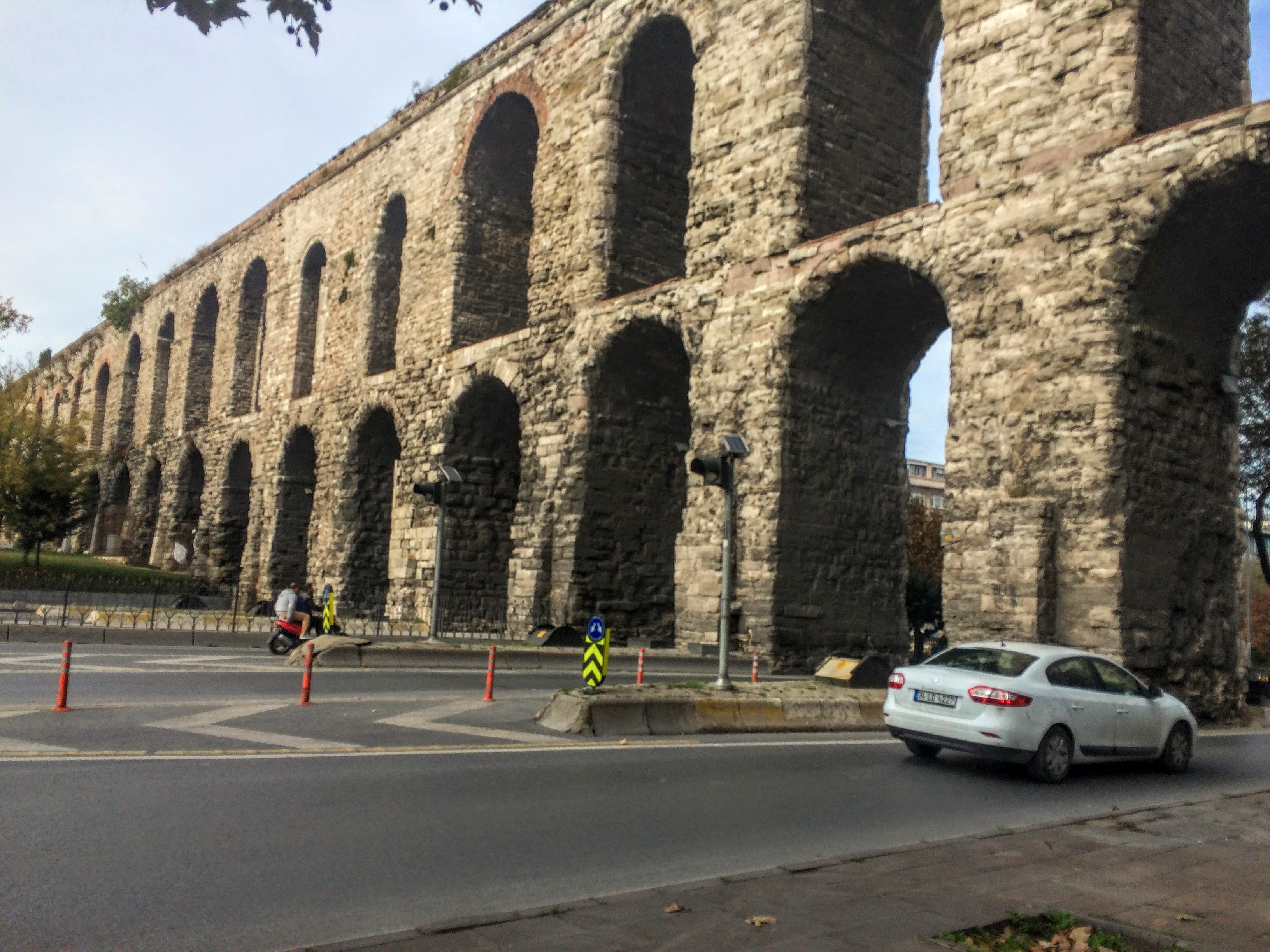
Apeductul Valens în 2016

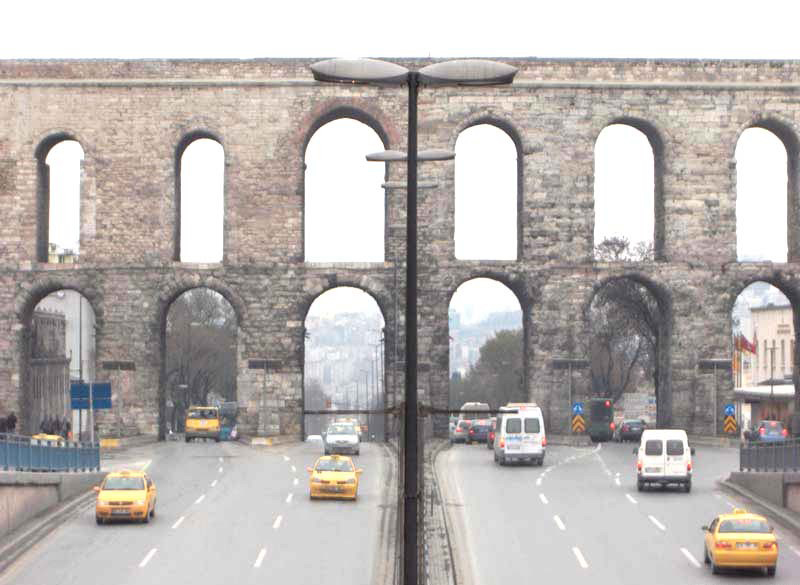
Apeductul Valens din Fatih

În 2017, Fatih era format din 57 de cartiere.
- Aksaray
- Akșemsettin
- Alemdar
- Ali Kușcu
- Atikali
- Ayvansaray
- Balabanağa
- Balat
- Beyazıt
- Binbirdirek
- Cankurtaran
- Cerrahpașa
- Cibali
- Demirtaș
- Dervișali
- Emin Sinan
- Hacıkadın
- Haseki Sultan
- Hırka-İ Șerif
- Hobyar
- Hoca Gıyasettin
- Hoca Pașa
- İskenderpașa
- Kalenderhane
- Karagümrük
- Katip Kasım
- Kemal Pașa
- Kocamustafapașa
- Küçük Ayasofya
- Mercan
- Mesih Pașa
- Mevlanakapı
- Mimar Hayrettin
- Mimar Kemalettin
- Molla Gürani
- Mollafeneri
- Mollahüsrev
- Muhsine Hatun
- Nișanca
- Rüstem Pașa
- Saraç İshak
- Sarıdemir
- Seyyid Ömer
- Silivrikapı
- Sultan Ahmet
- Sururi
- Süleymaniye
- Sümbül Efendi
- Șehremini
- Șehsuvarbey
- Tahtakale
- Taya Hatun
- Topkapı
- Yavuz Sinan
- Yavuz Sultan Selim
- Yedikule
- Zeyrek

## Locuri istorice
- Süleymaniye - imensul complex de moschei al lui Suleiman Magnificul ;
- Muzeul Artelor Turcești și Islamice - fost palat al lui Pargalı Ibrahim Pașa, unul dintre marii viziri și soțul surorii sultanului, Sultana Hatice
- Moscheea Yeni (Noua moschee) - moscheea care domină malul apei de la Podul Galata; în față există un spațiu larg deschis, unde oamenii hrănesc porumbeii.
- Marele Bazar - caravanserai otoman
- Bazarul Egiptean - un alt caravanserai otoman, nu la fel de uriaș ca Marele Bazar, dar chiar pe apă, lângă Moscheea Yeni;
- Moscheea Sokollu Mehmet Pasha - în districtul Kadirga (bizantina Sophianòn Limin în greacă).

## Demografie
| An   | Populație |
| ---- | --------- |
| 1935 | 251,437   |
| 1940 | 266,272   |
| 1945 | 292,089   |
| 1950 | 359,909   |
| 1955 | 433,629   |
| 1960 | 435,446   |
| 1965 | 482,451   |
| 1970 | 554,659   |
| 1975 | 627,012   |
| 1980 | 567,902   |
| 1985 | 590,842   |
| 1990 | 545,908   |
| 1997 | 497,839   |
| 2000 | 463,626   |
| 2007 | 455,498   |
| 2010 | 431,147   |

## Atracțiile turistice
Astăzi, există încă rămășițe ale zidurilor de-a lungul Cornului de Aur și de-a lungul țărmului Marmara, care dau un sentiment al formei vechiului oraș cu ziduri. Există, de asemenea, o serie de structuri arhitecturale importante în districtul Fatih, inclusiv apeductul Valens care traversează Atatürk Bulvarı, Fortăreața Edikule, Palatul Bizantin al Porfirogeneților, columna romană a lui Marcian, Fethiye Cami (fosta biserică bizantină a lui Hristos Pammakaristos), Moscheea Kariye (fosta biserică bizantină din Chora), Moscheea Gül  (o altă fostă biserică bizantină), Moscheea Fenari Isa  (un fost complex de două biserici bizantine), Patriarhia Greacă cu Biserica Sf. Gheorghe în cartierul Fanar, Biserica Bulgară Sf. Ștefan („Biserica de fier”), Moscheea Yavuz Selim, Casa-muzeu Dimitrie Cantemir și Moscheea Fatih.
Mormintele unor celebri sultani, printre care Mahomed al II-lea „Cuceritorul” (Fatih Sultan Mehmed) și Selim I (Yavuz Sultan Selim), precum și alți oameni de stat de frunte ai Imperiului Otoman, inclusiv Gazi Osman Pașa, se află la Fatih. 
În Fatih se găsește și o colecție excelentă de bucătării diferite (turcă, siriană, coreeană, indiană).
Aici se află și Coloana lui Arcadius (în turcă Arkadyos Sütunu, Avret Taș sau Avrat Tașı), o coloană triumfală romană aflată în Forumul lui Arcadius și construită la începutul secolului al V-lea AD.

## Relații internaționale
Fatih este înfrățit cu:
- Wiesbaden, Hesse, Germania - din 2012[3]